# Bolocera somaliensis
Bolocera somaliensis is een zeeanemonensoort uit de familie Actiniidae.
Bolocera somaliensis is voor het eerst wetenschappelijk beschreven door Carlgren in 1928.